# 1257
- Wikisource

| Calendário gregoriano                                                        | 1257 MCCLVII                                         |
| Ab urbe condita                                                              | 2010                                                 |
| Calendário arménio                                                           | 706 – 707                                            |
| Calendário bahá'í                                                            | -587 – -586                                          |
| Calendário budista                                                           | 1801                                                 |
| Calendário chinês                                                            | 3953 – 3954 Início a 18 de janeiro (aproximadamente) |
| Calendário copta                                                             | 973 – 974                                            |
| Calendário etíope                                                            | 1249 – 1250                                          |
| Calendários hindus - Vikram Samvat - Calendário nacional indiano - Cáli Iuga | 1312 – 1313 1178 – 1179 4357 – 4358                  |
| Calendário Holoceno                                                          | 11257                                                |
| Calendário islâmico                                                          | 655 – 656                                            |
| Calendário judaico                                                           | 5017 – 5018                                          |
| Calendário persa                                                             | 635 – 636                                            |
| Calendário rúnico                                                            | 1507                                                 |
| Calendário solar tailandês                                                   | 1800                                                 |

1257 (MCCLVII, na numeração romana) foi um ano comum do século XIII do Calendário Juliano, da Era de Cristo, e a sua letra dominical foi G (52 semanas), teve início numa segunda-feira e terminou também numa segunda-feira.
No reino de Portugal estava em vigor a Era de César que já contava 1295 anos.
| Ano completo                         |
| ------------------------------------ |
| Ano comum com início à segunda-feira |

## Nascimentos
- 15 de agosto — Maomé III de Granada, terceiro sultão do Reino Nacérida de Granada entre 1302 e 1309  (m. 1314).
- Sancho IV de Leão e Castela — rei de Leão e Castela  (m. 1295).